# Marisa Madieri
Marisa Madieri (Fiume, 8 maggio 1938 – Trieste, 9 agosto 1996) è stata una scrittrice italiana.
È considerata una delle voci narranti più limpide delle vicende dell'esodo istriano.

## Biografia
In origine il cognome della famiglia paterna (fiumana, ma di origini evidentemente ungheresi) era Madjarić, poi fu modificato in Madierich e successivamente in Madieri. La famiglia, esule dall'Istria, riparò a Trieste nel 1949, e per molti mesi visse in condizioni precarie, insieme a tanti altri profughi italiani, nel campo profughi del Silos presso la stazione ferroviaria. Di questo periodo avrebbe scritto poi nel suo primo libro Verde acqua (Einaudi 1987) in cui narra dell'esodo di Fiume, dell'identità di questa città e di altri fatti legati alla sua infanzia e adolescenza, in cui la memoria è anche ricerca delle proprie radici.
(Marisa Madieri, Verde acqua)
Studiò lingue e letterature straniere a Firenze, dove conobbe lo scrittore Claudio Magris, che sposò e da cui ebbe due figli, Francesco e Paolo. Conseguì anche il brevetto di pilota aereo e svolse opera di volontariato per il Centro di aiuto alla vita. Scrisse poi altri racconti fra cui uno in forma di parabola, La radura (Einaudi 1992, ripubblicato per le stesse ed. in un unico volume insieme a Verde acqua nel 1998).

## Opere
- Verde acqua. La Radura. Introduzione di Ermanno Paccagnini. Torino, Einaudi, 1998.